# Selma Borst
Selma Borst (Wieringerwaard, 6 september 1983) is een Nederlandse atlete uit Castricum, die zich heeft toegelegd op de lange afstand.

## Biografie
Borst was eerst actief in andere sporten, voordat zij overstapte naar de atletieksport. Net als veel oudere marathontoppers was Selma Borst met haar tijden op de 800 en 1500 m geen hoogvlieger. "Bij de Nederlandse juniorenkampioenschappen vloog ik er in de series altijd al uit. Maar dat is niet erg. Je moet niet te snel succes willen hebben. Ik wil ieder jaar een stukje professioneler gaan werken."
In 2002 werd Selma Borst derde op de 1500 m tijdens de NK voor junioren en 25e op de Europese veldloopkampioenschappen voor junioren.
Daarnaast vertoonde Borst zich ook regelmatig op wegwedstrijden. Zo was ze in 2004, 2005 en 2006 de snelste Nederlandse op de halve marathon van Egmond en in 2004 met 56,19 zesde overall op de Dam tot Damloop.
Ter illustratie van haar toegenomen veelzijdigheid won Selma Borst op 1 juli 2007 bij de Nederlands baankampioenschappen in Amsterdam de 5000 m in 16.40,62. Halverwege de race ontstond er een gat na een versnelling van haar kant. De rest van de race bleef er een halve ronde voorsprong, waardoor ze uiteindelijk de titel kon pakken.
Borst studeert Voeding en Diëtetiek aan de Hogeschool van Amsterdam.

## Nederlandse kampioenschappen
| Onderdeel      | Jaar       |
| -------------- | ---------- |
| halve marathon | 2005, 2006 |
| 5000 m         | 2007       |

## Persoonlijke records
Baan
| Discipline | Prestatie | Datum           | Plaats    |
| ---------- | --------- | --------------- | --------- |
| 800 m      | 2.16,93   | 2 juni 2002     | Hengelo   |
| 1000 m     | 3.03,65   | 1 juli 2001     | Krommenie |
| 1500 m     | 4.19,84   | 2 juni 2007     | Neerpelt  |
| 3000 m     | 9.14,95   | 16 mei 2005     | Vught     |
| 5000 m     | 15.49,90  | 31 juli 2004    | Heusden   |
| 10.000 m   | 32.41,12  | 7 augustus 2006 | Göteborg  |

Weg
| Discipline     | Prestatie | Plaats            | Datum     |
| -------------- | --------- | ----------------- | --------- |
| 10 km          | 33.26     | 29 augustus 2004  | Zevenaar  |
| 10 Eng. mijl   | 56.19     | 19 september 2004 | Zaandam   |
| halve marathon | 1:11.23   | 19 maart 2005     | Den Haag  |
| marathon       | 3:07.39   | 16 oktober 2016   | Amsterdam |

## Palmares

### 5000 m
- 2004:  NK - 16.40,55
- 2006:  NK - 16.26,84
- 2007:  NK - 16.40,62

### 10.000 m
- 2005:  NK te Drunen - 34.35,18
- 2006: 14e Europacup - 33.06,38
- 2007: DNF Europacup

### 5 km
- 2005:  Nike Hilversum City Run - 16.50

### 10 km
- 2002: 15e Parelloop - 38.53
- 2004:  Groet Uit Schoorl Run - 33.53
- 2004: 4e Parelloop - 34.59
- 2004:  Sevenaerrun - 33.26
- 2004: 8e Tilburg Ten Miles - 34.10
- 2005:  NK in Schoorl - 33.27 (2e overall)
- 2005: 6e Tilburg Ten Miles - 35.21
- 2006: 6e Groet Uit Schoorl Run - 34.11
- 2006: 11e Tilburg Ten Miles - 35.23
- 2007:  Groet Uit Schoorl Run - 34.19
- 2007:  Tilburg Ten Miles - 34.34 (nettotijd)
- 2016: 4e Hemmeromloop - 39.51

### 15 km
- 2003: 8e Montferland Run - 54.28

### 10 Eng. mijl
- 2003: 10e Dam tot Damloop - 58.18
- 2004: 6e Dam tot Damloop - 56.19
- 2005: 12e Dam tot Damloop - 58.15
- 2006: 10e Dam tot Damloop - 57.33
- 2008: 13e Dam tot Damloop - 59.20

### 20 km
- 2006: 36e WK in Debrecen - 1:10.37
- 2007: 8e Marseille-Cassis (20,3 km) - 1:18.50

### halve marathon
- 2004: 5e halve marathon van Egmond - 1:19.36
- 2005: 5e halve marathon van Egmond - 1:15.17
- 2005:  NK in Den Haag - 1:11.23 (5e overall)
- 2006:  NK in Den Haag - 1:13.31 (2e overall)
- 2006: 5e halve marathon van Egmond - 1:15.32
- 2007:  NK in Den Haag - 1:15.14 (6e overall)
- 2007:  halve marathon van Texel - 1:19.55
- 2007:  halve marathon van Rotterdam - 1:12.53
- 2007: 29e WK in Udine - 1:12.41
- 2008: 4e halve marathon van Egmond 2008 - 1:14.24
- 2008:  halve marathon van Texel - 1:19.55
- 2008: 8e Bredase Singelloop - 1:19.22
- 2016: 17e Bredase Singelloop - 1:28.51

### marathon
- 2016: 4e NK in Amsterdam - 3:07.39

### overige afstanden
- 2003: 8e 4 Mijl van Groningen - 22.47
- 2005: 6e 4 Mijl van Groningen - 21.44

### veldlopen
- 1999: 18e NK in Heerde - 15.11
- 2000: 7e Warandeloop - 14.56
- 2001:  Sprintcross - 15.54
- 2001: 6e NK in Kerkrade - 24.22
- 2002: 4e Warandeloop - 14.20
- 2002: 4e Geminicross - 15.36
- 2002: 4e NK in Amersfoort - 24.33
- 2002: 25e EK junioren
- 2003: 21e Warandeloop - 22.31
- 2004: 6e Profile Cross - 25.07
- 2004: 4e NK in Holten - 22.05
- 2004: 15e Warandeloop - 24.06
- 2005:  Internationale Sprintcross in Breda - 19.19
- 2005: 4e NK in Roggel - 21.28
- 2005: 14e Warandeloop - 21.04
- 2006:  NK in Norg - 28.31
- 2007:  NK Cross en Crossfestival in Wageningen - 24.48
- 2007: 14e Warandeloop - 30.20
- 2007: 5e Sylvestercross - 24.37
- 2008: 7e Warandeloop - 29.06
- 2009:  NK in Rijen - 24.12